# Kölner Brückengrün

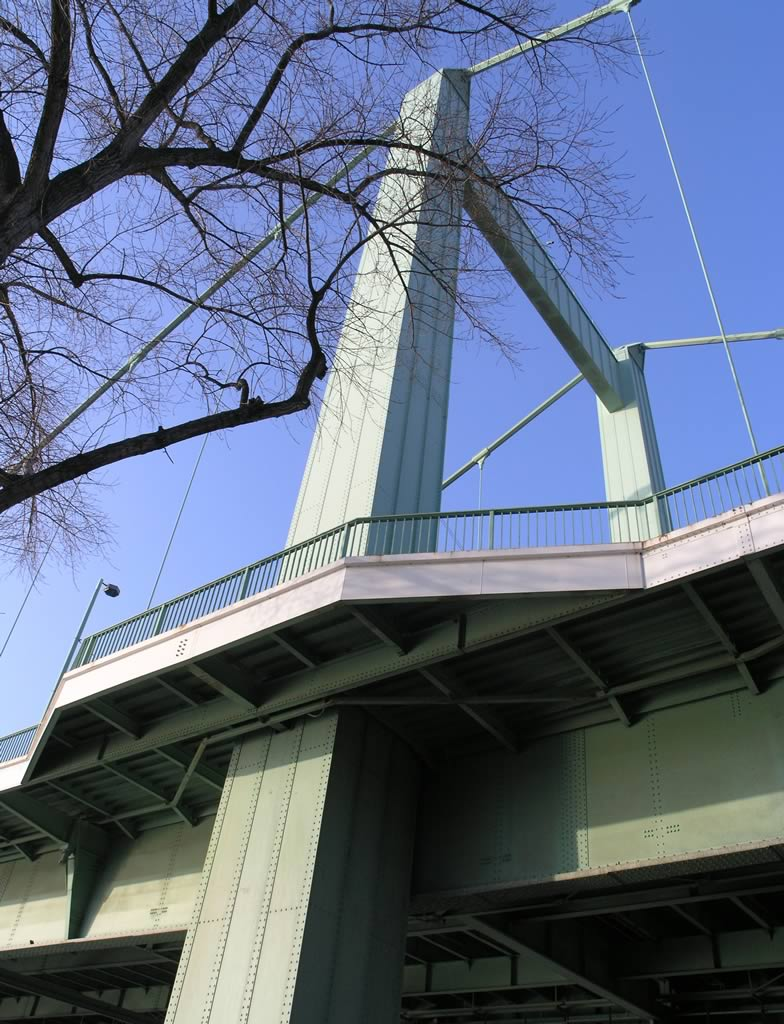
Detail der Pfeiler an der Mülheimer Brücke in Chromoxidgrün

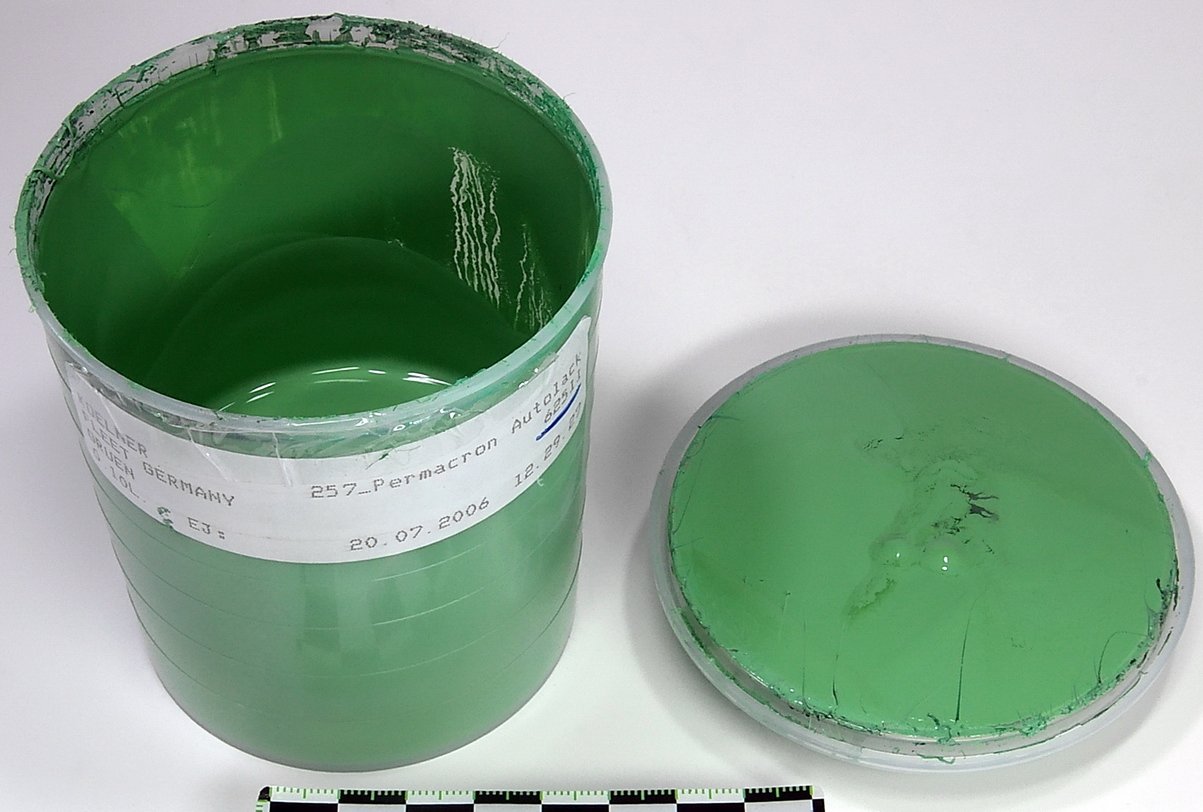
Becher mit Anstrichmittel

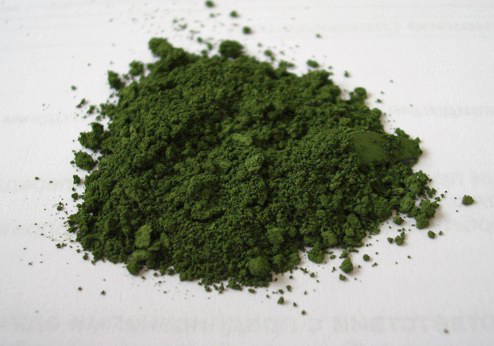
Chromoxidgrün-Pigment

Kölner Brückengrün, auch Kölner Grün, bezeichnet die Farbe Chromoxidgrün, deren anorganische Pigmente (amorphes Chrom(III)-oxid Cr2O3) als besonders lichtbeständig und wetterfest gelten. Der Name Kölner Brückengrün weist darauf hin, dass die Farbe insbesondere bei vier von acht Kölner Rheinbrücken als Anstrich verwendet wird.

## Geschichte
Die von der Bayer AG gefertigte Farbe wurde 1929 auf Veranlassung des Kölner Oberbürgermeisters Konrad Adenauer, der sich eine patinagrüne Farbe wünschte, erstmals für die neue Mülheimer Brücke verwendet. Von den acht Kölner Rheinbrücken wurden später fünf in dieser Farbe gestrichen, weshalb es von Bayer unter dem Namen Kölner Grün beworben und bekannt gemacht wurde. Architekten, die sich auffälligere Farben für ihre Bauwerke wünschten, konnten sich nicht durchsetzen (so etwa Rot für die neue Zoobrücke).
Im originalen Adenauer-Grün sind nur noch die Brücken beschichtet, die von der Stadt Köln unterhalten werden (Mülheimer und Deutzer Brücke, Severins- und Zoobrücke). Die Rodenkirchener Rheinbrücke sowie die Rheinbrücke Leverkusen gehören in die Unterhaltungslast der Autobahn GmbH des Bundes, die beiden Eisenbahnbrücken (Hohenzollern- und Südbrücke) gehören der DB InfraGO und haben eine eigene Farbgebung.
Musterplatten mit Farbproben werden vom Kölner Amt für Brücken und Stadtbahnbau im Dunkeln gelagert und die Farbe bei Bedarf jeweils neu angemischt, inzwischen ist die genaue Rezeptur jedoch bekannt.
Das Kölner Brückengrün wird mit Stand 2012 vom Geschäftsbereich Inorganic Pigments des Kölner Unternehmens Lanxess in Krefeld hergestellt.